# Tryszczyn
Tryszczyn [ˈtrɨʂt͡ʂɨn] (deutsch Trischin oder Trischen) ist ein Dorf mit etwa 1060 Einwohnern in der Gemeinde Koronowo in Powiat Bydgoski (Bromberger Bezirk) der polnischen Woiwodschaft Kujawien-Pommern.

## Geographische Lage
Das Dorf liegt 15 Kilometer nördlich von Bydgoszcz (Bromberg) in einem tiefen Tal an der Brahe.

## Wasserkraftwerke
Im Dorf gibt es einen Zwischenbehälter der Brahe auf der Fläche von 90 Hektar und Wasserkraftwerke mit einer Kapazität von 3,3 MW.

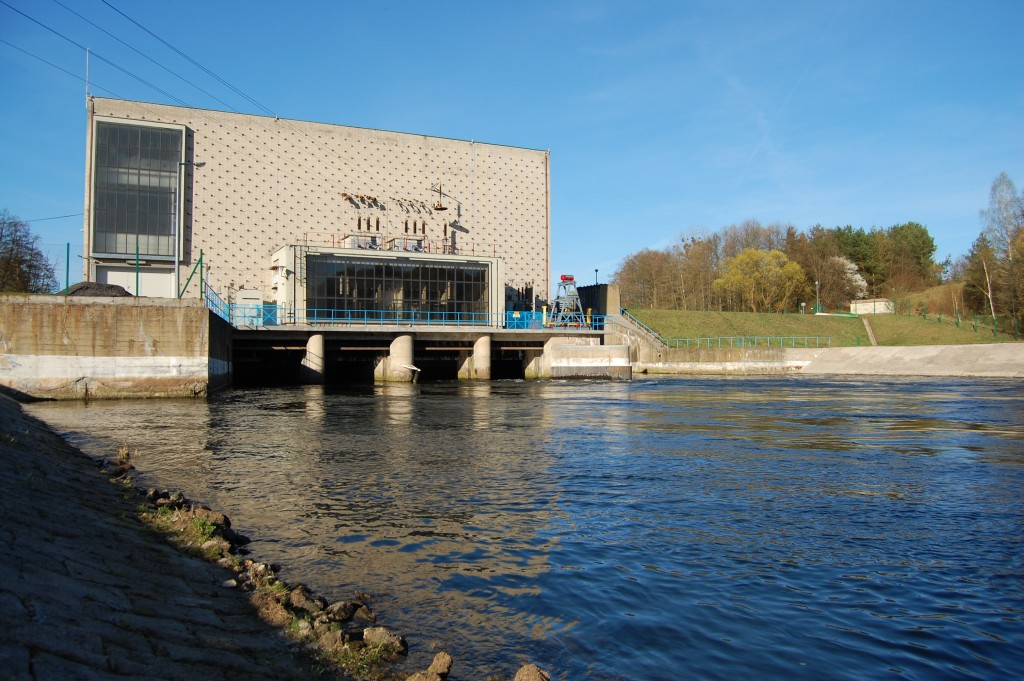
Wasserkraftwerke Tryszczyn

## Der Zweite Weltkrieg
Im Dorf ermordete vom 28. September bis 10. Oktober 1939 der Volksdeutsche Selbstschutz etwa 900 Polen und Juden aus Bydgoszcz und Umgebung in den Gräben der Brahe.

## Religion
Es ist ein Karmelitenkloster seit 1973 in Tryszczyn.

## Staatswald
Es gibt eine Forstwissenschaft Tryszczyn direkt untergeordnet Forstamt Żołędowo (Zolondowo).

## Tourismus und Erholung
Durch Tryszczyn gibt es zwei Wanderwegen:
- Schwarzer Weg zu ihnen Dr Stanislaw Meysner: Bydgoszcz Myślęcinek – Piaski – Fußgängerbrücke über die Brahe – Sanatorium in Smukala – Tryszczyn
- Roter Weg Club Touristen Fußgänger „Talk“: Bydgoszcz Fordon – Osielsko – Bydgoszcz Opławiec – Gościeradz.

In der Volksrepublik Polen bei Straße Boczna 5 schuf einen unterirdischen Unterschlupf, entworfen für den Gouverneur von Bydgoszcz. Das Objekt war bis 2015 geheim. Es wurde am 20. Mai 2016 eröffnet.